# Fijian Drua

I Fijian Drua sono una franchise di rugby a 15 figiana che milita nel campionato professionistico Super Rugby a partire dal 2022.
La squadra è stata creata dalla Federazione di rugby a 15 di Figi nel 2017 e da quell'anno fino al 2019 ha militato nel campionato australiano National Rugby Championship. Nell'aprile del 2021 ha ottenuto la licenza per partecipare al Super Rugby, orfano delle squadre sudafricane e allargato a due formazioni delle isole del Pacifico, dalla stagione 2022 ribattezzata Super Rugby Pacific.